# Москальков, Евгений Фёдорович

Могила Москалькова на Введенском кладбище Москвы

Евгений Фёдорович Москальков (2 февраля 1911, Ингулец, Херсонская губерния — 22 января 1975, Москва) — советский горный инженер, заместитель начальника отдела чёрной металлургии Госплана СССР. Горный генеральный директор III ранга. Лауреат Сталинской премии (1951).

## Биография
Родился 2 февраля 1911 года в посёлке Ингулецкого рудника (ныне в черте городе Кривой Рог) в семье служащего.
Трудовую деятельность начал в 1925 году с работы помощником электрика на шахте. С 1928 года, после окончания промышленного училища, работал на шахтах Кривбасса электрослесарем, проходчиком, сменным техником. В 1933 году заочно окончил Криворожский горнорудный институт.
- 1933—1941 — главный инженер шахтоуправления и треста «Октябрьруда» (Кривой Рог).
- 1941—1943 — главный инженер треста «Союзплавик» на Урале.
- 1944—1945 — управляющий рудоуправленем имени Ф. Э. Дзержинского.
- 1945—1947 — командирован в США.
- 1947—1951 — заместитель главного инженера треста «Кривбассруда».
- 1951—1957 — работа в Министерстве чёрной металлургии СССР: заместитель главного инженера, главный инженер, начальник Главруды.
- с 1957 — заместитель начальника отдела чёрной металлургии Госплана СССР.

С 1957 года был председателем секции металлургического сырья при постоянной комиссии СЭВ по чёрной металлургии. Избирался членом пленума Криворожского горкома КПСС, дважды — депутатом Криворожского городского совета, секретарём бюро партийной организации отдела чёрной металлургии Госплана СССР.
Более 20 лет был членом редакционной коллегии, автором, рецензентом и редактором Горного журнала.
Умер 22 января 1975 года в Москве после тяжёлой болезни. Похоронен на Введенском кладбище (29 участок).

## Награды
- Сталинская премия 1-й степени (1951) — за коренное усовершенствование систем подземной разработки;
- Орден Ленина;
- трижды Орден Трудового Красного Знамени;
- Орден Красной Звезды;
- медали.